# أصداء في الظلام
أصداء في الظلام (بالإنجليزية: Echoes in the Darkness)‏ ، هو عنوان كتاب جريمة صدر عام 1984 للكاتب جوزيف وامبو، أصبح أيضًا الكتاب فيلمًا مخصصًا للتلفزيون في عام 1987. يفصل الكتاب الحكاية الغامضة لاغتيال سوزان راينرت، مدرس اللغة الإنجليزية بمدرسة ثانوية ميريون في بنسلفانيا وطفلتيها في عام 1979. وقد جذبت القضية اهتمام وسائل الإعلام الوطنية. تم إدانة كل من رئيسها، مدير المدرسة الثانوية جاي سي سميث، وعشيقها وزميلها وليام برادفيلد، على الرغم من أن إدانة سميث قد ألغيت في وقت لاحق، بسبب سوء سلوك الشرطة والادعاء في القضية.